# Amtsgericht Ruß
Das Amtsgericht Ruß war ein preußisches Amtsgericht mit Sitz in Ruß, Ostpreußen.

## Geschichte
Das königlich preußische Amtsgericht Ruß wurde mit Wirkung zum 1. Oktober 1879 als eines von neun Amtsgerichten im Bezirk des Landgerichtes Tilsit im Bezirk des Oberlandesgerichtes Königsberg gebildet. Der Sitz des Gerichtes war Ruß. Aufgehoben wurde die Gerichtskommission Ruß beim Kreisgericht Heydekrug. Sein Gerichtsbezirk umfasste aus dem Kreis Heydekrug die Amtsbezirke Ibenhorst, Karkeln, Kurisches Haff, Rupkalwen, Ruß, Schakuhnen, Skirwieth, Spucken, Sziesze und Wenteine. Am Gericht bestanden 1888 zwei Richterstellen. Das Amtsgericht war damit ein kleines Amtsgericht im Landgerichtsbezirk. Gerichtstage wurden in Karkeln und Sehakühnen gehalten. Im Jahre 1885 wurden das Landgericht Memel gebildet und das Amtsgericht Ruß dessen Sprengel zugeordnet. Mit der Abtrennung des Memellandes 1920 wurden die Amtsgerichte im Landgerichtsbezirk Memel als memelländische Amtsgerichte weitergeführt. Siehe hierzu Gerichtsbarkeit im Memelland (1919–1945). Der beim Deutschen Reich verbliebene Teil des Gerichtssprengels kam zum Amtsgericht Kaukehmen. Im Jahre 1939 wurden das Memelland wieder dem Deutschen Reich angegliedert und das Amtsgericht Ruß damit wieder ein deutsches Amtsgericht.
Im Jahre 1945 wurden der Amtsgerichtsbezirk unter sowjetische Verwaltung gestellt und die deutschen Einwohner vertrieben. Damit endete auch die Geschichte des Amtsgerichtes Ruß.